# Club Miguel Grau
El Club Miguel Grau, fue un club de fútbol peruano, del distrito del Rímac del Departamento de Lima. Fue fundado en 1920 y participó muchas temporadas en la División Intermedia y en la Liga Regional de Lima y Callao. Posteriormente, el club recibió el apelativo de: "El Derrumbador de Campeones".   

## Historia
El Miguel Grau fue fundado el 9 de junio de 1920 en el distrito del Rímac, Departamento de Lima. Tuvo su sede en la Plazuela de Barraganes ubicada en ese distrito. Su nombre se debe en homenaje al héroe patrio, Miguel Grau Seminario.
Uno de sus mejores momentos fue en la División Intermedia de 1931. El club, se posiciona entre los primeros de la intermedia y logra participar en la liguilla promocional del mismo año. En esa liguilla, junto al Sucre FBC, Juventud Perú y Sport Progreso enfrenta a los clubes Hidroaviación, Ciclista Lima, Circolo Sportivo Italiano y al Lawn Tennis, por un cupo en la máxima categoría. Al final de la liguilla, termina último y retorna a la División Intermedia de 1932. En el siguiente torneo, logra una campaña regular. A su vez se enfrenta a los líderes de la liga: Sport Boys Association y el Sucre F.C..
Luego de varios años, en 1938 logra ser promovido a la  Primera División Unificada de las Ligas Provinciales de Lima y del Callao del siguiente año. En la temporada de 1939, se enfrenta al Alianza Lima. Club quien campeona el torneo. Finalmente Miguel Grau se mantiene en la Liga Regional de Lima y Callao hasta 1950 y luego en Liga de Lima hasta su desaparición.
El apelativo de el derrumbador de campeones, nace debido a que el Miguel Grau había derrotado a muchos equipos de la máxima categoría que habían descendido a al División Intermedia.

## Datos del club
- Temporadas en División Intermedia: 8  (1931 al 1938).
- Temporadas en  Primera División Unificada Lima y Callao: 1  (1939).
- Temporadas en  Primera División Liga de Lima y Callao: 6  (1940, 1946 al 1950).
- Temporadas en  Segunda División Liga de Lima y Callao: 5  (1941 al 1945).
- Mejores Resultados:
- Peores Derrotas:
  - Miguel Grau 1:4 Alianza Lima (3 de septiembre de 1939)

## Enlace
- Primera División y Liguilla Promocional 1931
- División Intermedia de 1932
- Anécdotas de la Campaña de 1939
- Resultados de la campaña 1939
- Liga Regional de Lima y Callao